# The Zombie Diaries
The Zombie Diaries ist ein britischer Low-Budget-Horrorfilm  aus dem Jahre 2006, geschrieben und produziert von Kevin Gates und Michael Bartlett. Das Budget betrug 8.100 Pfund.
Der Film wurde im Stile eines Dokumentarfilmes gedreht und direkt auf Digital Video aufgenommen.

## Handlung
Der Film besteht aus drei Videotagebüchern, die den Ausbruch und die Folgen eines Zombievirus dokumentieren.
Im ersten Kapitel „The Outbreak“ reist eine Filmcrew in die ländliche Umgebung von London, um den Ausbruch eines Zombievirus zu dokumentieren.
Das zweite Kapitel „The Scavengers“ spielt einen Monat später. Zwei Männer (einer davon Amerikaner) und eine Frau reisen, mit einem Gewehr bewaffnet, mit einem kleinen Auto auf der Suche nach Nahrung umher.
Im letzten Kapitel „The Survivors“ verschanzt sich eine größere Gruppe Überlebender in einer Farm, um sich vor den herankommenden Zombies zu schützen. In der Schlussszene wird erneut die Filmcrew aus dem ersten Kapitel ins Spiel gebracht. Die Überlebenden, die sich neben den Infizierten auch vor anderen Bedrohungen schützen müssen, werden am Ende alle, bis auf einen, von zwei nicht-infizierten Psychopathen umgebracht.

## Kritik
Das Lexikon des internationalen Films urteilte: „Der um einen dokumentarischen Anstrich bemühte Horrorfilm tischt eine recht wirre Story auf und lässt allzu viele Fragen offen.“

## Bemerkungen
Mit World of the Dead: The Zombie Diaries wurde 2011 eine Fortsetzung inszeniert.